# Spinospongilla
Spinospongilla is een geslacht van sponsdieren uit de klasse van de Demospongiae (gewone sponzen).

## Soort
- Spinospongilla polli Brien, 1974